# Elizabeth Goudge
Elizabeth Goudge (ur. 24 kwietnia 1900, zm. 1 kwietnia 1984) – brytyjska pisarka. 

## Życiorys
Autorka powieści oraz nowel dla dorosłych i dzieci.
Debiutowała w roku 1919 niezbyt udaną książką The Fairies' Baby and Other Stories. Jednym z jej największych sukcesów była Tajemnica Rajskiego Wzgórza (The Little White Horse) z roku 1946, zaliczana obecnie do klasyki literatury dziecięcej. Ekranizacja innej jej powieści; Green Dolphin Country, została nagrodzona statuetką Oscara za efekty specjalne w roku 1948.